# 許布爾峰
64°43′S 62°29′W / 64.717°S 62.483°W
許布爾峰（德語：Hübl Peak），是南極洲的山峰，位於葛拉漢地的丹科海岸，處於斯托爾茲峰以西的阿爾茨托夫斯基半島，以奧地利的測量員命名，現時由南極條約體系管理。